# Schloss Freudental (Freudental)

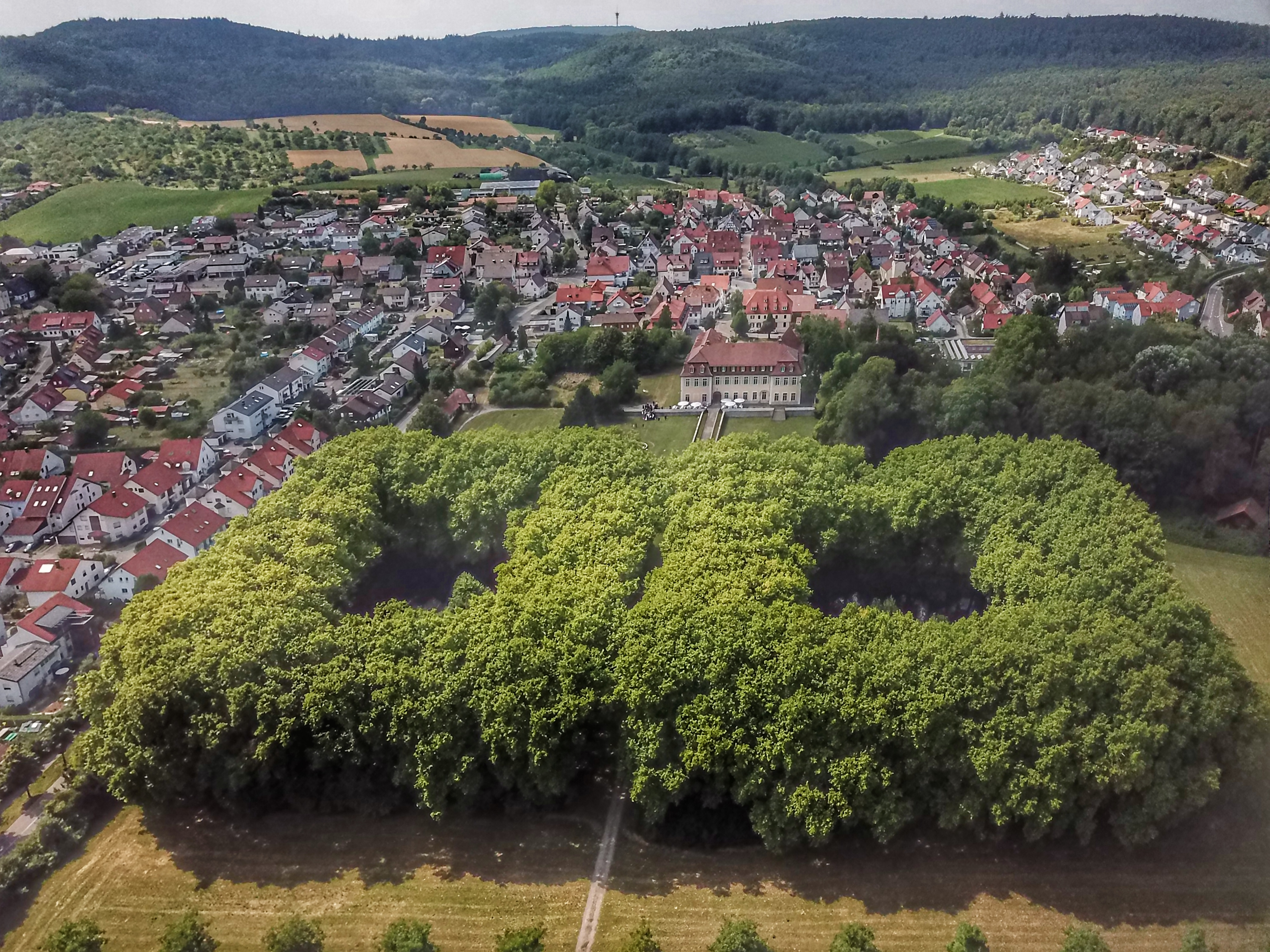
Luftbild des Freudentaler Schlosses

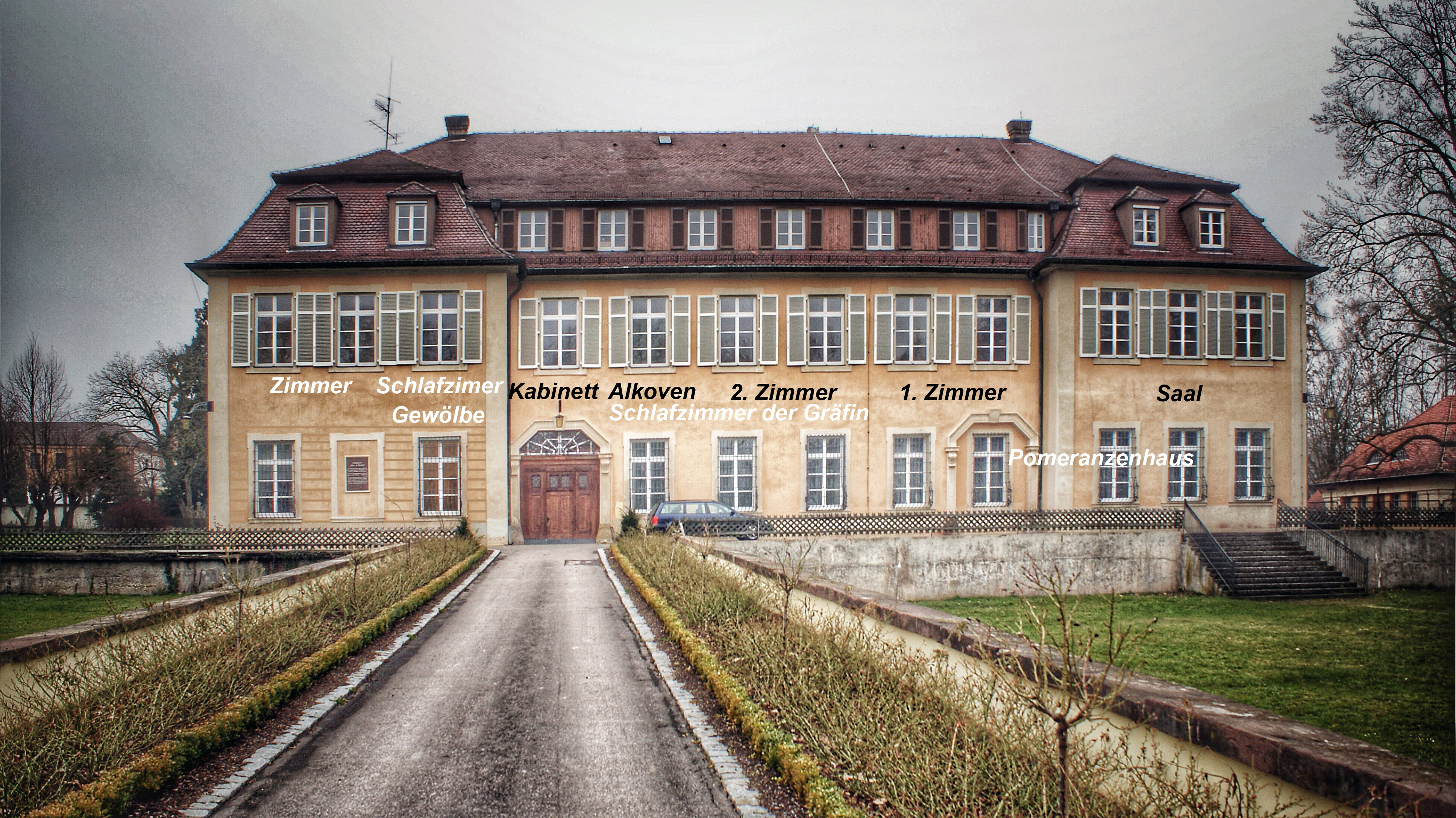
Gartenseite des Freudentaler Schlosses mit den Zimmern der Gräfin

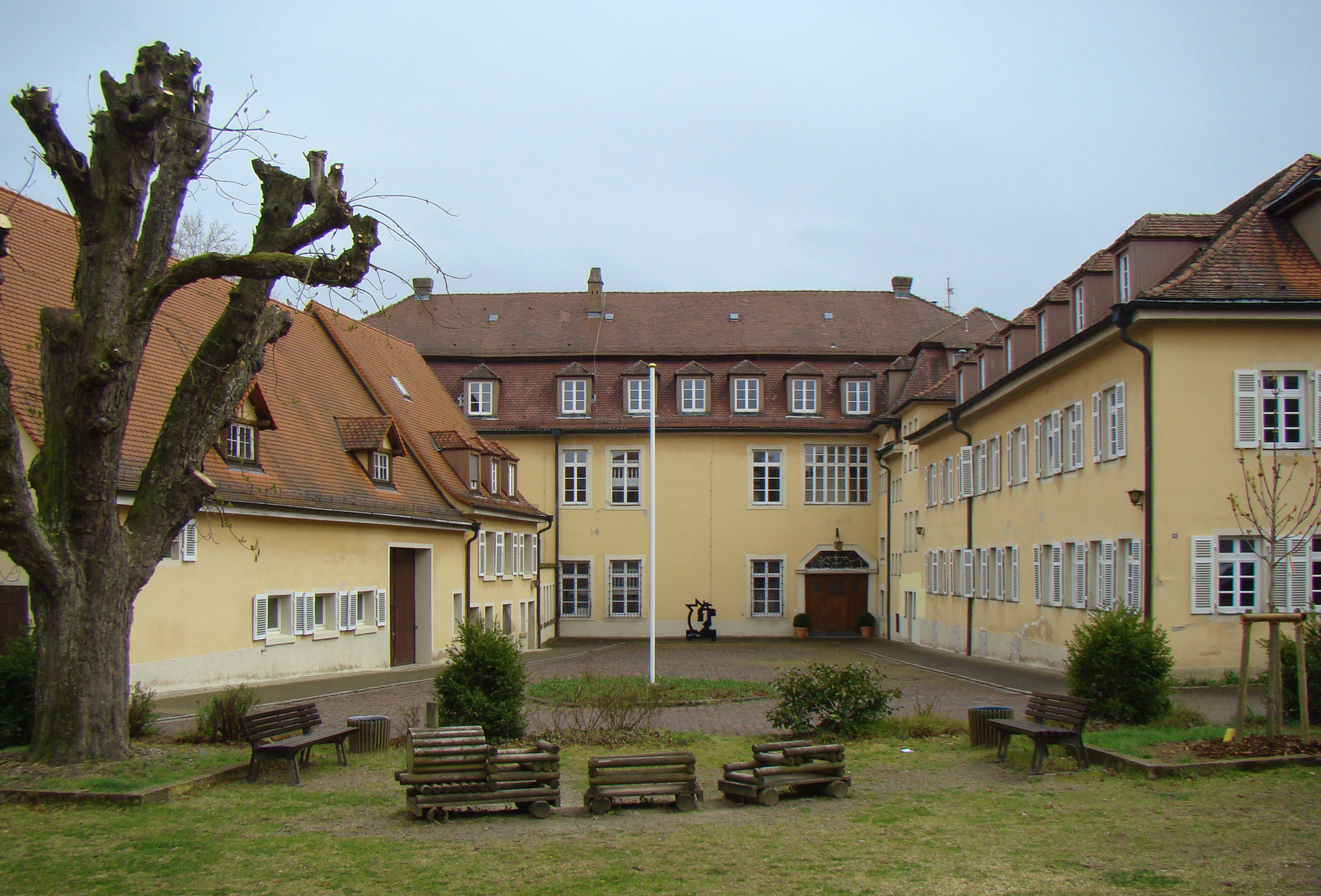
Hofansicht des Schlosses

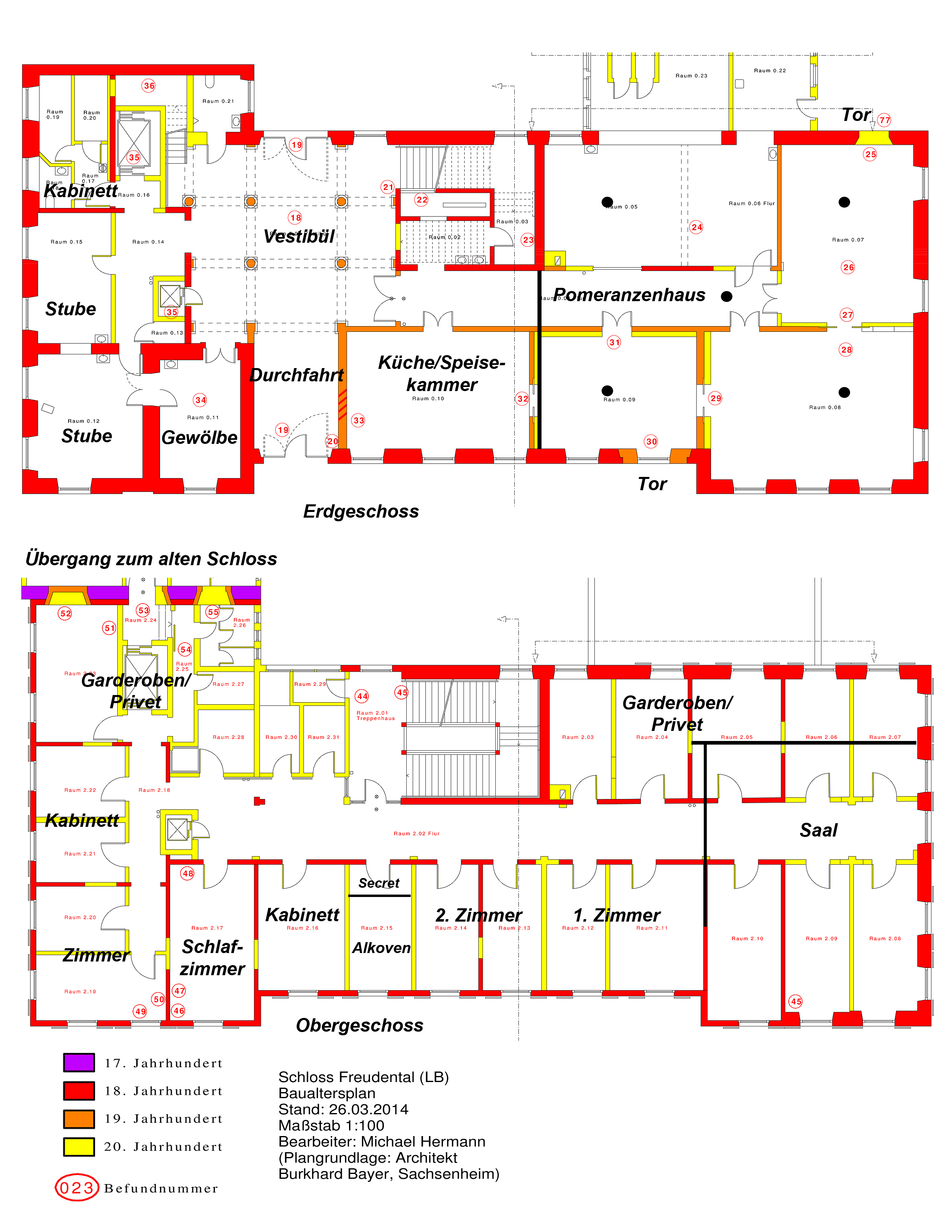
Pläne des Schlosses mit Umbauten und Rekonstruktion der Zimmer

Das Schloss Freudental oder Grävenitzsche Schloss ist ein Schloss im Stil des Barocks in Freudental im Landkreis Ludwigsburg in Baden-Württemberg.

## Geschichte
Vor dem Bau des Schlosses im Jahr 1729 existierte bereits ein Vorgängerbau, der im 16. Jahrhundert entstand. 1727 kaufte die Landeshofmeisterin und Mätresse von Herzog Eberhard Ludwig von Württemberg, Wilhelmine von Grävenitz, Freudental für 47.000 Gulden von einer Nebenlinie der Thüngen. Die Grävenitz ließ den vorhandenen Bau 1728 durch den Baumeister Paolo Retti renovieren. Paolo Retti hatte schon beim Bau des Ludwigsburger Schlosses mitgewirkt. 1729 beauftragte die Gräfin den Baumeister und Entrepreneur mit dem Bau eines neuen Schlosses, das sich südlich an den alten Bau anschloss und 1731 fertiggestellt war. 10.000 Gulden erhielt Retti für die schlüsselfertige Übergabe. Bereits ein Jahr später verlor die Gräfin Freudental samt Schloss an Württemberg. Herzog Eberhard Ludwig hatte sich von seiner langjährigen Mätresse getrennt und sie in Freudental rechtswidrig verhaften lassen.
Ab 1742 befand sich in dem Gebäude der Sitz des Oberforstmeisters am Stromberg, ab 1807 auch der Sitz der Kameralverwaltung der Hof- und Domänenkammer. 1810 ließ König Friedrich I. von Württemberg von Nikolaus Thouret weitreichende Veränderungen ausführen, um das Schloss zu seinem Jagd- und Sommerschloss auszubauen. Den alten Schlossflügel ließ König Friedrich bis auf das Erdgeschoss abtragen und als Kavaliersbau länger und höher neu ausführen. Das neue Schloss der Gräfin wurde im Inneren völlig umgebaut. Nach dem Tod Friedrichs 1816 wurde das Gebäude lange nicht genutzt. 1860 wurde dann im Kavaliersbau die Dienstwohnung des Hofkammerförsters sowie zwischenzeitlich eine christliche Volksschule untergebracht. Ab 1867 verbrachten außerdem die Pensionärinnen des Katharinenstifts ihre Sommerferien auf dem Schlossgut. 1903 kaufte Freiherr Wilhelm Schertel von Burtenbach das gesamte Anwesen. 1911 wurde das Schloss an den Stuttgarter Ortskrankenkassenverband für 70.000 Mark verkauft, der das Gebäude vom Architektenbüro Suter & Liedecke umbauen ließ. Während beider Weltkriege war das Schloss ein Lazarett. In den ersten Nachkriegsjahren wurde im Grävenitzschen Schloss ein Lungensanatorium betrieben, bevor es 1961 für 730.000 DM vom Landkreis Ludwigsburg gekauft wurde, der es nochmals für 500.000 DM zu einem Alten- und Pflegeheim umbauen ließ. Ab 1962 befand sich hier somit das Alten- und Pflegeheim des Landkreises Ludwigsburg. 2007 wurde das Schloss von dem Kunsthändler und Verleger Rudolf Bayer gekauft und war seitdem Tagungsstätte. Im Sommer 2020 verkauft Bayer das Ensemble an die Wohninvest Verwaltungs GmbH, die dort eine private Akutklinik für Psychiatrie und Psychotherapie eröffnen wird.

## Schlossgarten
Um das Schloss herum war von der Gräfin von Grävenitz eine Orangerie und ein Garten angelegt worden. König Friedrich I. ließ den Garten auf eine Fläche von 11 Hektar erweitern und im Stil eines englischen Landschaftsgartens anlegen. Ebenfalls aus dieser Zeit stammt der Englische Graben, der das Gartengelände einfasst. Mittig durch den Park läuft ein gerader Weg, das Königssträßle, welches das Schloss mit der Bietigheimer Chaussee verbinden sollte. Auf dessen Seiten befindet sich jeweils ein rechteckiger Weiher mit Inseln, auf denen Friedrich ein Vogelhaus und einen Billardpavillon unterbrachte.